# Golden Axe: The Revenge of Death Adder
Golden Axe: The Revenge of Death Adder (ゴールデンアックス デスアダーの逆襲?) è un videogioco arcade del 1992 sviluppato da SEGA appartenente alla serie Golden Axe. Il gioco è incluso nel cabinato Astro City Mini.

## Modalità di gioco
Il gameplay è simile a quello degli altri titoli della serie, tuttavia vengono introdotti quattro nuovi personaggi: Stern, Trix, Goan e Dora.